# Sempervivum heuffelii
Sempervivum heuffelii är en fetbladsväxtart som beskrevs av Heinrich Wilhelm Schott. Sempervivum heuffelii ingår i släktet taklökar, och familjen fetbladsväxter. Inga underarter finns listade i Catalogue of Life.

## Bildgalleri

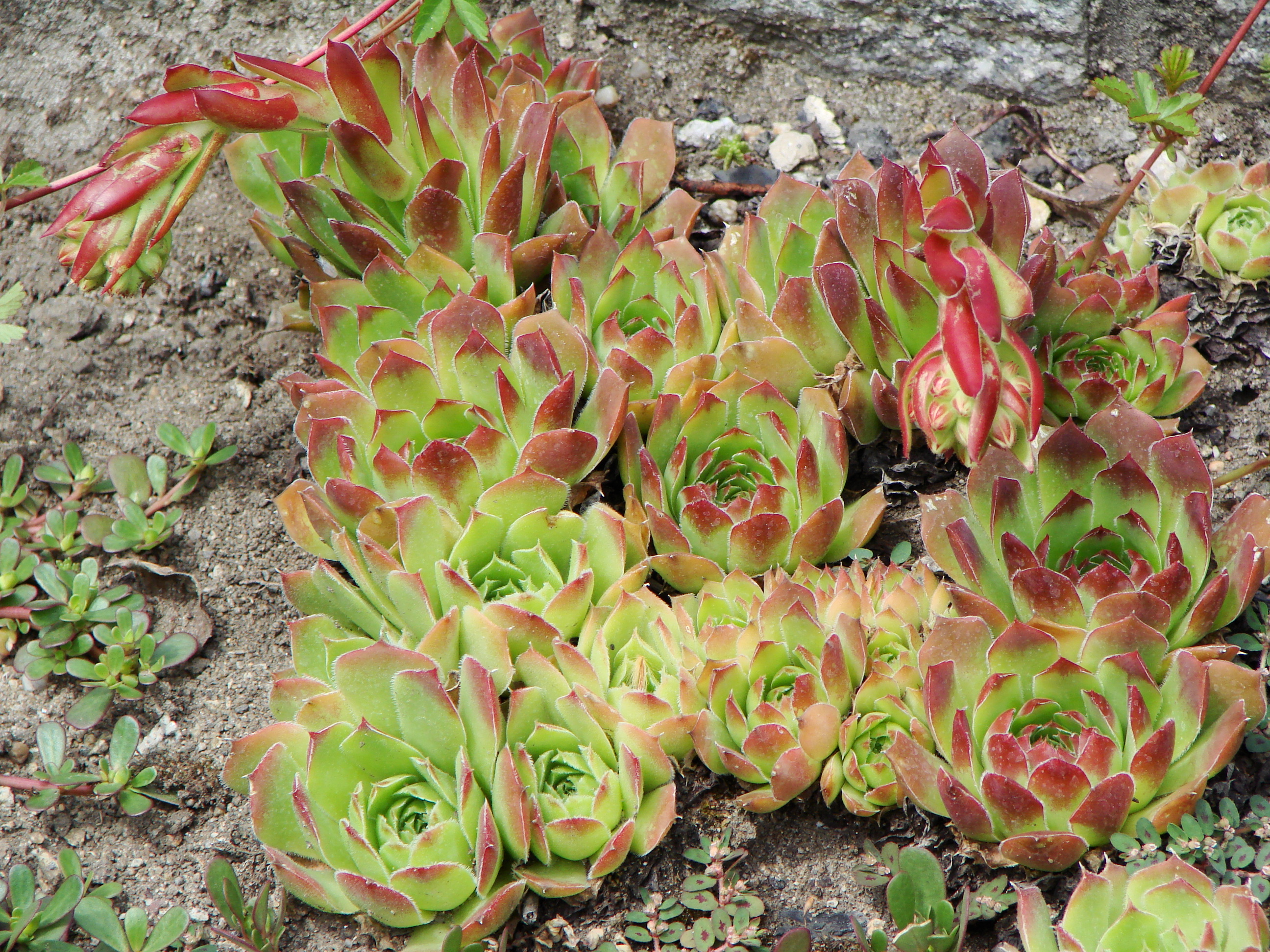
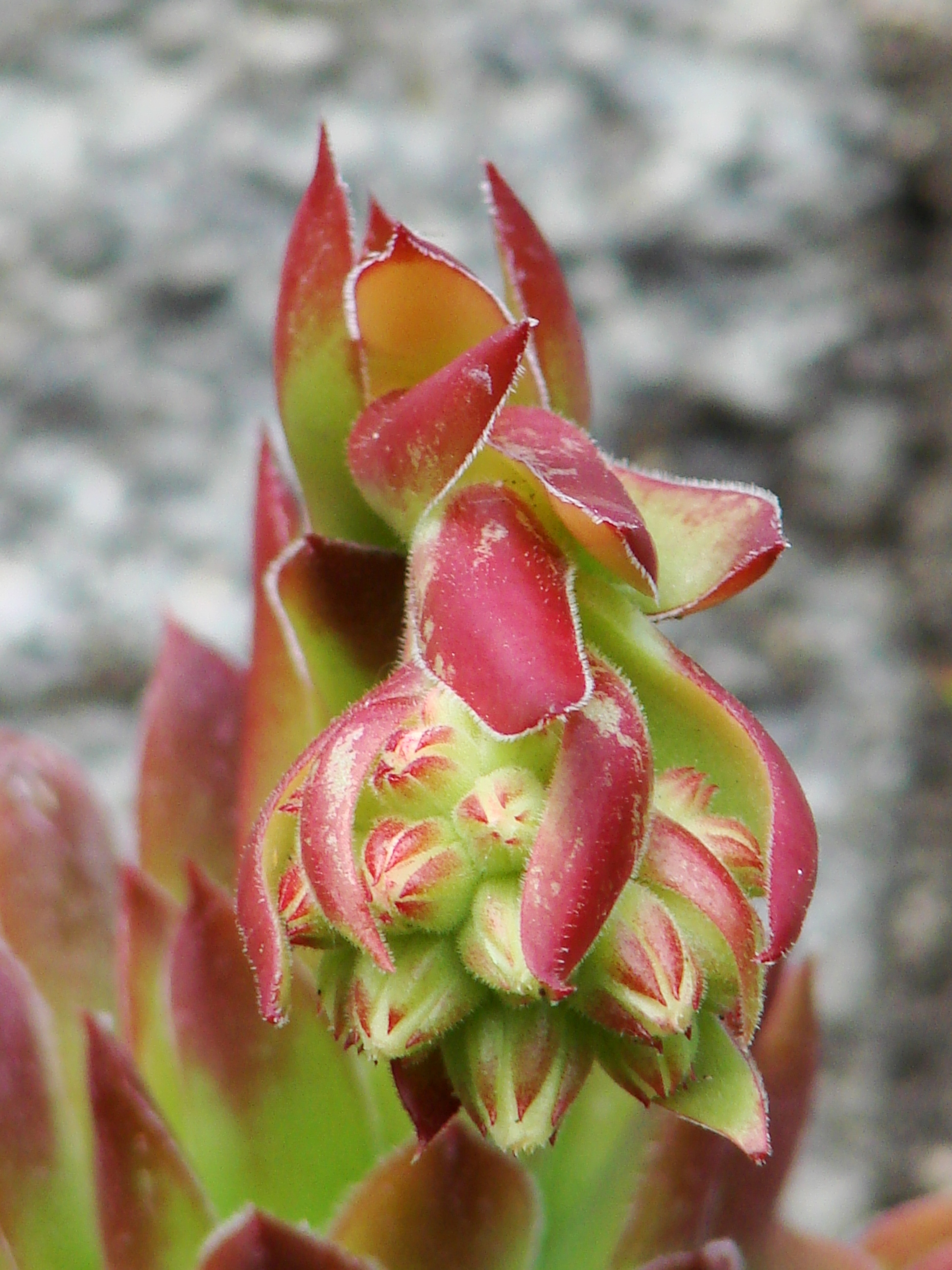
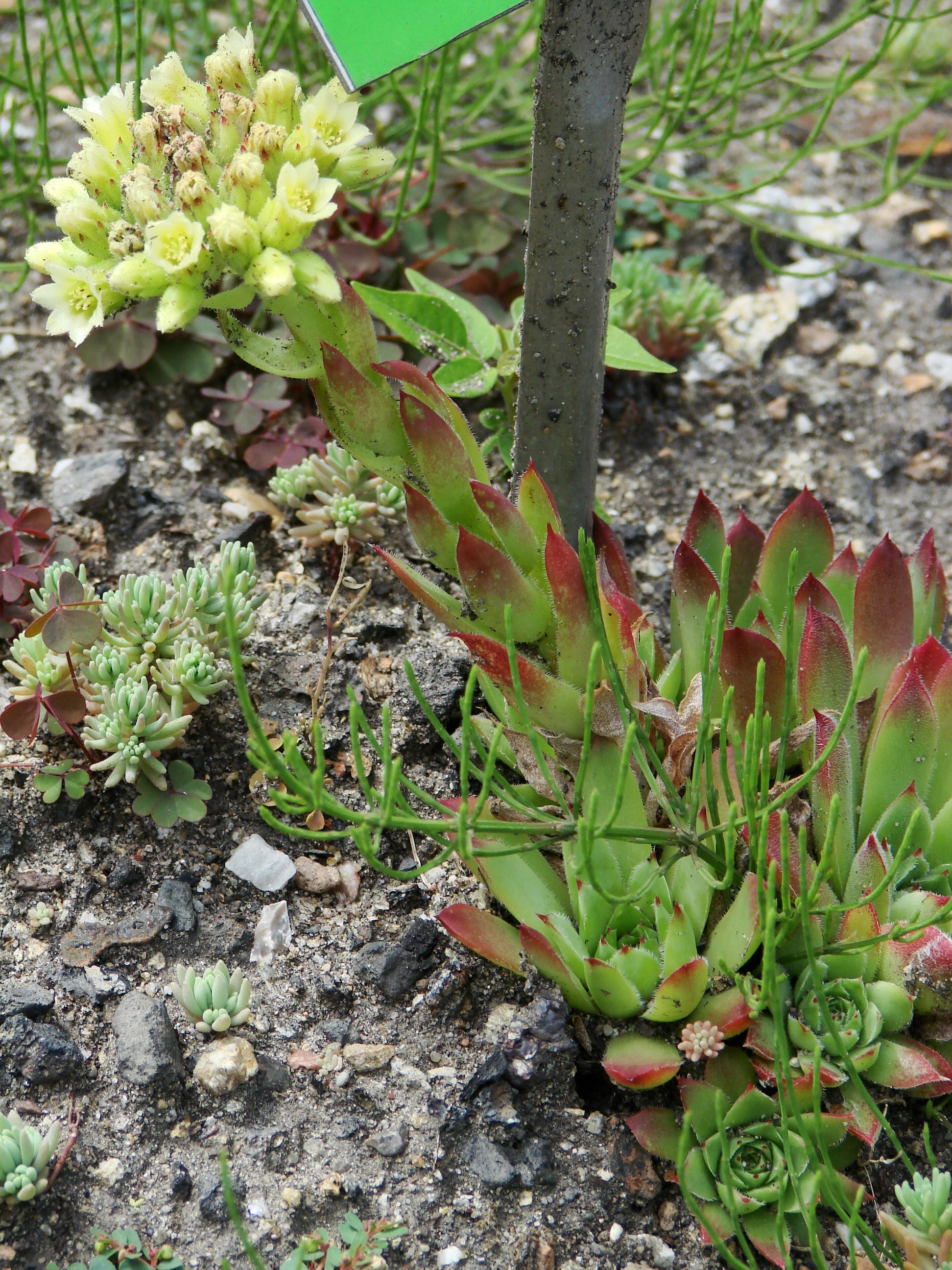
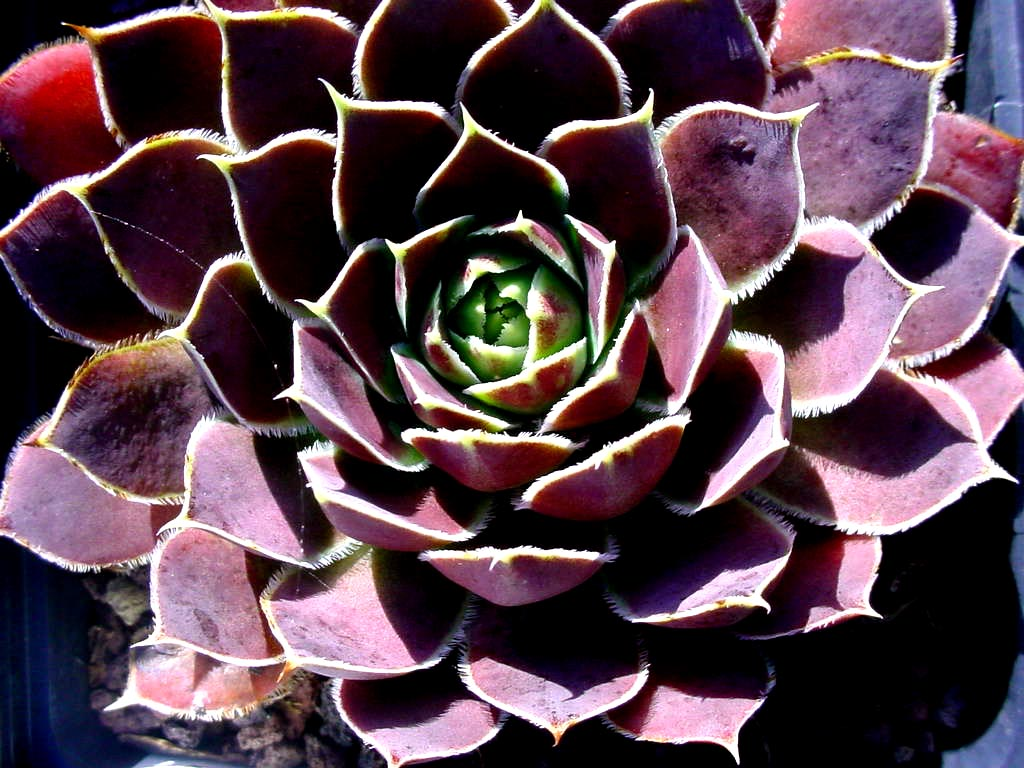
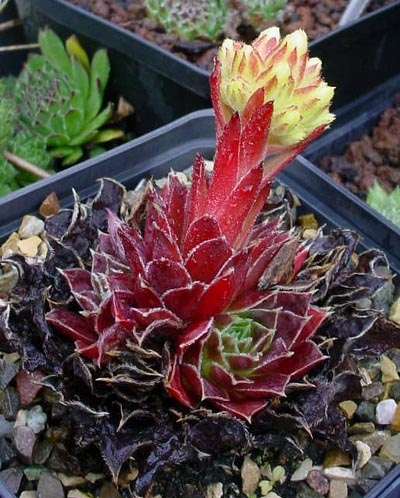
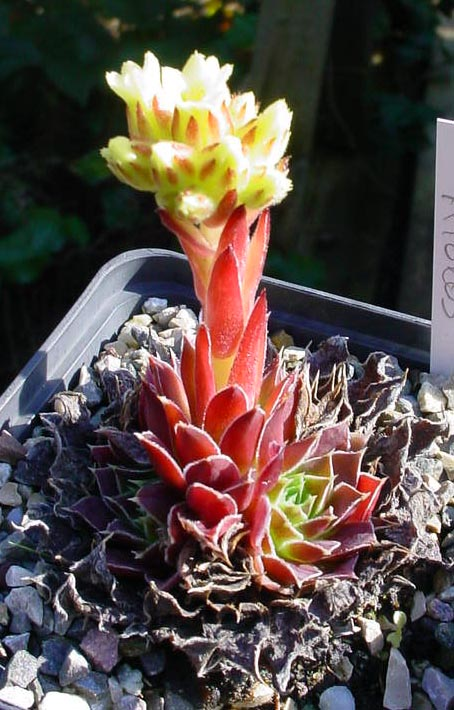